# تونينيو مورا
تونينيو مورا (Toninho Moura) (مواليد 22 يوليو 1954) هو مدرب كرة قدم.

## وصلات خارجية
- تونينيو مورا على موقع Soccerway.com (الإنجليزية)
- تونينيو مورا على موقع عالم كرة القدم.نت (الإنجليزية)

- J.League Data Site (باليابانية)